# Верхняя щитовидная артерия
Верхняя щитовидная артерия (a. thyroidea superior) — парная артерия, кровноснабжающая верхний полюс щитовидной железы
. Отходит от наружной сонной артерии выше её начала, после чего направляется вниз и вперёд к щитовидной железе, где анастомозирует с нижней щитовидной артерией.
По пути отдает веточки к гортанной верхней артерии, которая вместе с гортанным верхним нервом прободает щитоподъязычную связку и снабжает ветвями мышцы, связки и слизистую оболочку гортани.

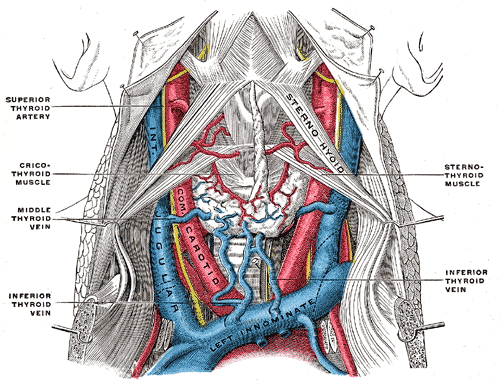
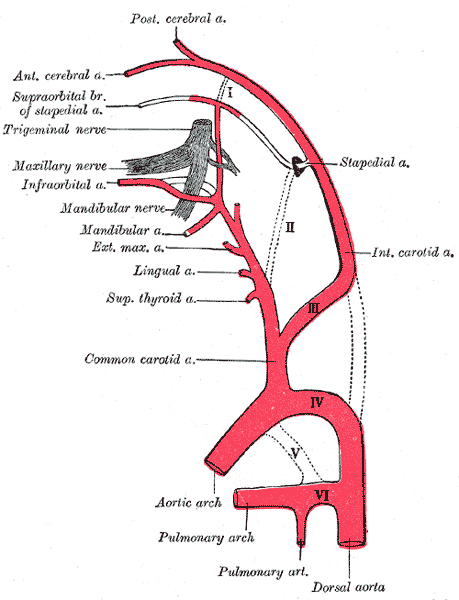
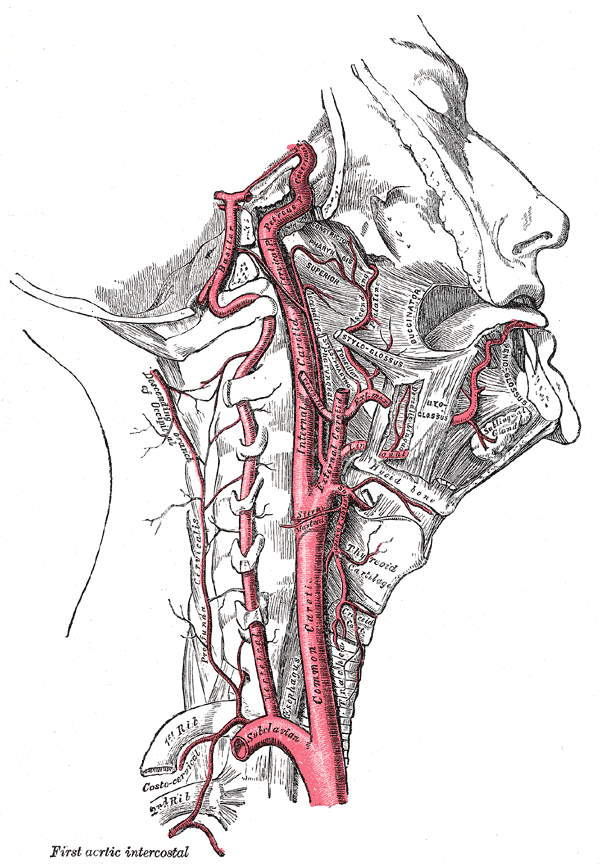
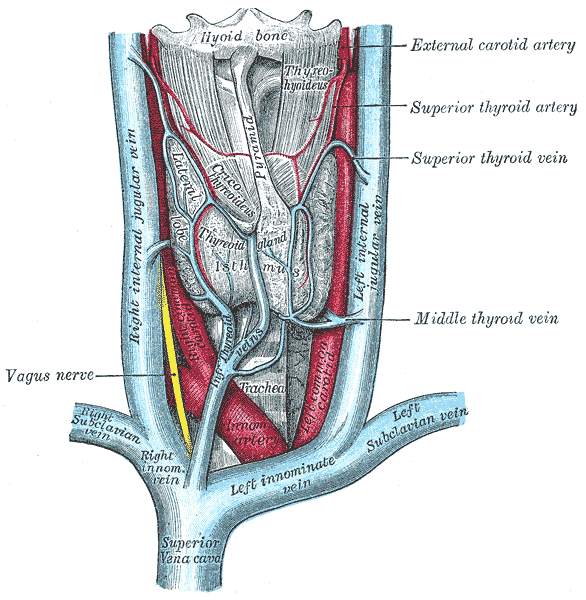
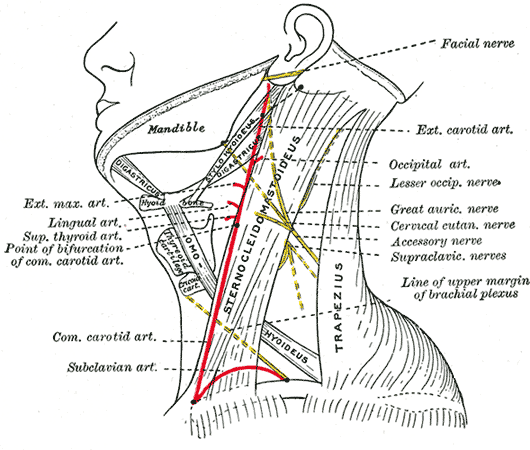